# 가와이 겐타
가와이 겐타(일본어: 川井 健太, 1981년 6월 7일 ~ )는 일본의 전 축구 선수, 축구 감독이다.

## 구단 경력
2004년 재팬 풋볼 리그의 에히메 FC에 입단하였다. 2006년 J2리그로 승격하였다. 2006년후 현역 은퇴.

## 지도자 경력
2015년부터 2017년까지 에히메 FC 레이디스의 감독을 맡으며 2018년부터 2020년까지 에히메 FC에서 감독을 맡았다. 2022년 사간 도스의 감독으로 취임하였다.